# Anna Sen
Anna Sen (Krasnodar, 3 de diciembre de 1990) es una jugadora de balonmano rusa. Ha conseguido dos medallas olímpicas. 